# Hekinan
Hekinan (jap. 碧南市, -shi) ist eine Stadt in der Präfektur Aichi auf Honshū, der Hauptinsel von Japan. 

## Geographie
Hekinan liegt südlich von Nagoya und westlich von Okazaki.

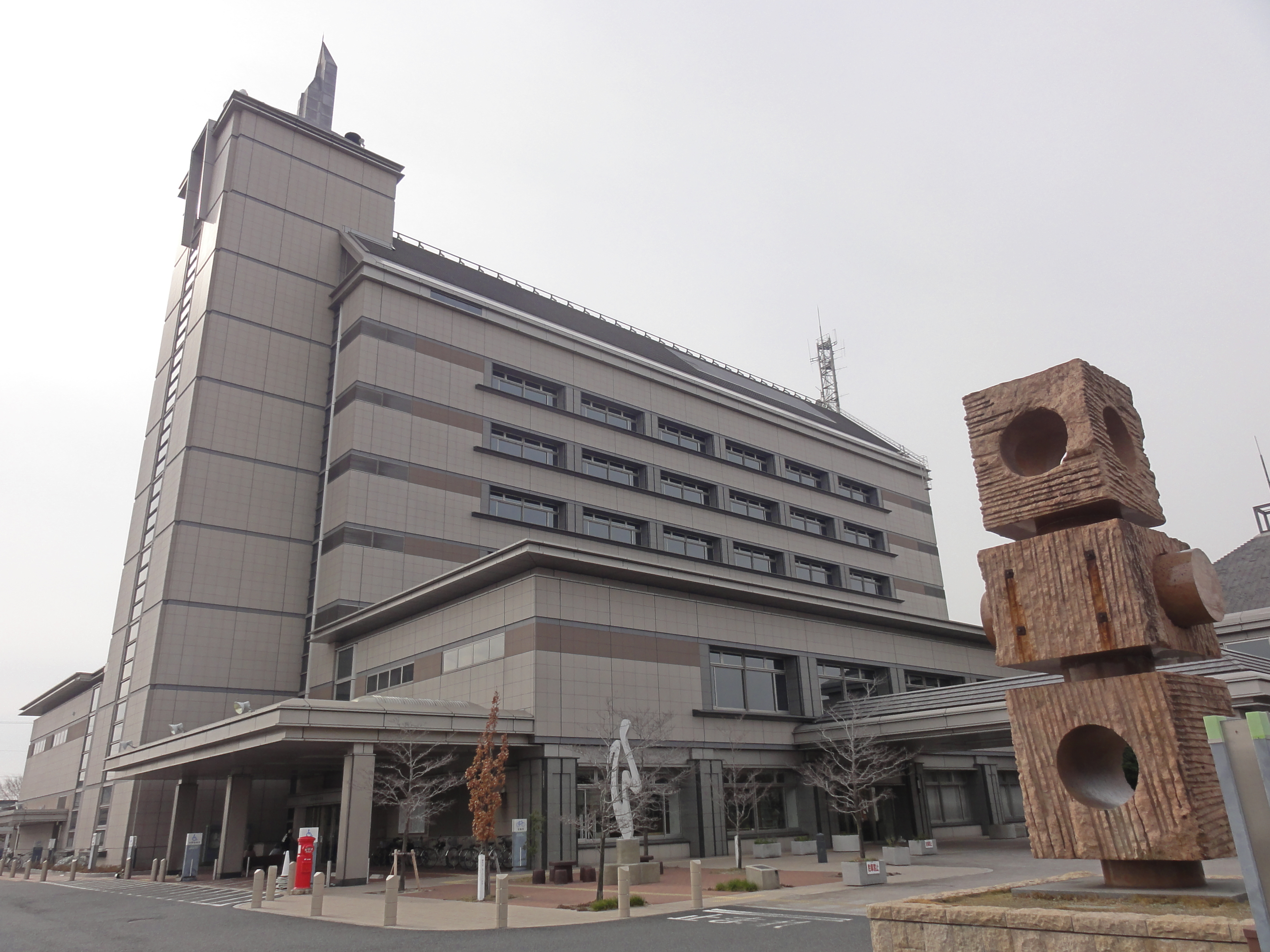
Rathaus

## Geschichte
Hekinan wurde am 5. April 1948 aus dem Zusammenschluss der Chō Ōhama (大浜町, -chō), Shinkawa (新川町, -chō), Tanao (棚尾町, -chō) und dem Mura Asahi (旭村, -mura) im Hekikai-gun (碧海郡) gegründet.

## Verkehr
Die Stadt Hekinan ist über die Nationalstraße 247 erreichbar. Der Bahnhof Hekinan ist die südliche Endstation der in Toyota beginnenden Meitetsu Mikawa-Linie der Bahngesellschaft Meitetsu. Bis 2004 führte die Strecke weiter bis nach Kira Yoshida. Nicht mit ihr verbunden ist die Hekinan-Linie der Bahngesellschaft Kinuura Rinkai Tetsudō, die ausschließlich dem Güterverkehr dient.

## Partnerstädte
- Pula
- Edmonds

## Söhne und Töchter der Stadt
- Nagata Tokuhon (1513–1630), Arzt

## Angrenzende Städte und Gemeinden
- Anjo
- Takahama
- Nishio
- Handa